# دوغلاس داردن
دوغلاس داردن (بالإنجليزية: Douglas Darden)‏ هو فنان أمريكي، ولد في 20 أكتوبر 1951 في ليكوود في الولايات المتحدة، وتوفي في 3 أبريل 1996 في دنفر في الولايات المتحدة.